# Kjell Samuelson (sångare)
Kjell Samuelson, född 19 februari 1942 i Värmskogs församling, Värmland, är en svensk kristen sångare och låtskrivare. Han är uppvuxen i Gunnarskog.
Samuelson gav tillsammans med brodern Rolf Samuelson ut ett par skivor under 1960-talet innan fyra av familjens fem barn bildade den kristna gospel- och countrygruppen Samuelsons, som var populär under 1970- och 1980-talet och även bedrev campingverksamhet i Löttorp på Öland. Efter brodern Rolfs död 1981 upplöstes så småningom gruppen 1985. I likhet med brodern Jard Samuelson inledde Kjell Samuelson en solokarriär och turnerade som soloartist. Han är bosatt på Öland.
Kjell Samuelsons version av countryballaden If Tomorrow Never Comes (Om i morgon inte kom) gav honom 2009 utmärkelsen Radio Mike Award i kategorin Årets balladsångare av det brittiska radionätverket New Christian Music.

## Diskografi (soloalbum)
- 1987 – Tro, hopp & kärlek
- 1988 – Faith, hope & love
- 1988 – På sångens vingar
- 1990 – Längtan
- 1993 – Country & Gospel
- 1998 – Minns du sången
- 2005 – Goda nyheter